# Les Cauchemars d'Iznogoud
Les Cauchemars d'Iznogoud  est une série d'albums de la série de bande dessinée Iznogoud créée par René Goscinny (scénario) et Jean Tabary (dessin). Les tomes 1, 2 et 3 sont les derniers albums issus du travail commun du dessinateur Jean Tabary et du scénariste René Goscinny en raison du décès de ce dernier en 1977.
Ces albums sont la compilation de plusieurs planches réalisées pour le Journal du dimanche, dans lesquelles Iznogoud commentait l'actualité. Par exemple, dans la première planche du tome 1, intitulée "Si j'étais ministre du travail...", on voit ce qu'Iznogoud aurait fait s'il avait été ministre du travail.
En 1994, l'intégralité de ces interventions a été mise en couleur et rééditée en quatre albums de 48 pages.

## Albums
1. Les Cauchemars d'Iznogoud - Tome 1 (tome 14 dans la numérotation normale)
- Dessins : Jean Tabary | Scénario : René Goscinny | 1979 (Première publication)

2. Les Cauchemars d'Iznogoud - Tome 2 (tome 22 dans la numérotation normale)
- Dessins : Jean Tabary | Scénario : René Goscinny | 1984 (Première publication)

3. Les Cauchemars d'Iznogoud - Tome 3 (tome 23 dans la numérotation normale)
- Dessins : Jean Tabary | Scénario : René Goscinny / Alain Buhler | 1994

4. Les Cauchemars d'Iznogoud - Tome 4 (tome 17 dans la numérotation normale)
- Dessins : Jean Tabary | Scénario : Alain Buhler | 1994

## Photo de l'album
La photo du livre parodie la jacquette du film Les Dents de la mer, elle montre Iznogoud en train de nager dans la mer avec un requin montant vers le haut fonçant vers lui à toute allure.

## Liste des planches d'Iznogoud

### "Si j'étais ministre..."
- ...anti-tabac (T.1 page 39)
- ...de l'économie (T.1 page 43)
- ...de l'emploi (T.2 page 18)
- ...de l'énergie (T.1 page 4 - T.2 page 39)
- ...de l'industrie (T.1 page 24)
- ...de l'intérieur (T.1 pages 15,17,26)
- ...de la brigade anti-gang (T.1 page 38)
- ...de la censure (T.1 page 40)
- ...de la justice (T.2 page 23)
- ...de la police (T.1 page 21)
- ...de la qualité de vie (T.1 page 20)
- ...de la télé (T.2 page 3)
- ...des armées (T.1 pages 14,22 - T.2 page 5)
- ...des bouchons (T.2 page 27)
- ...des compromis (T.1 page 27)
- ...des éboueurs (T.1 page 6)
- ...des géôliers (T.1 page 31)
- ...des élections (T.2 page 15)
- ...des finances (T.2 page 16)
- ...des gazettes (T.2 page 41)
- ...des harems (T.2 page 26)
- ...des huîtriers (T.2 page 11)
- ...des împots (T.2 page 37
- ...des légumes (T.2 page 34)
- ...des négociateurs (T.1 page 36)
- ...des otages (T.2 page 8 - T.2 page 46)
- ...des patrons (T.2 page 9)
- ...des plus-values (T.2 page 20)
- ...des potaches (T.1 page 23)
- ...des prix (T.2 page 36)
- ...des prostituées (T.1 page 35)
- ...des souhaits (T.1 page 11)
- ...des sondages (T.2 page 21)
- ...des syndicats (T.2 page 6)
- ...du blocage (T.1 page 34)
- ...du divorce (T.1 page 19)
- ...du fisc (T.2 page 40)
- ...du football (T.1 page 33)
- ...du péage (T.1 page 30)
- ...du tiercé (T.1 page 9)
- ...du travail (T.1 page 3)
- ...du trou (T.1 page 29)
- Si j'étais le premier ministre (T.2 pages 30,33)

### "Si j'étais..."
- ...balloté (T.2 page 38)
- ...calife (T.1 pages 7,10,28,41 - T.2 pages 4,7,14,17)
- ...candidat (T.2 page 44)
- ...candidat à la présidence (T.2 page 31)
- ...celui qui fait leur "Bonheur" (T.1 page 45)
- ...chef du gouvernement (T.2 page 35)
- ...délégué de l'O.N.U. (T.1 page 46)
- ...devinez quoi ? (T.1 page 47)
- ...dîneur (T.1 page 13)
- ...juge (T.2 page 43)
- ...l'empaleur (T.1 page 8) (apparition de Jacques Chirac)
- ...l'hôte (T.2 page 42
- ...la reine d'Angleterre (T.2 page 29)
- ...le grand vizir (T.2 pages 10,24)
- ...le preneur de pouvoir (T.1 page 32)
- ...le roi (T.1 page 12)
- ...le successeur (T.1 page 44)
- ...le voyageur (T.2 page 45)
- ...marchand de tapis (T.1 page 5)
- ...politisé (T.2 page 22)
- ...prêcheur de carême (T.1 page 18)
- ...président de la commission d'enquête (T.2 page 13)
- ...président du syndicat de la magistrature (T.1 page 42)
- ...psychiatre (T.2 page 12)
- ...séminariste (T.1 page 25)
- ...sondé (T.2 page 19)
- ...vacancier (T.1 page 37)
- ...visiteur officiel (T.1 page 16 - T.2 pages 25,32)

### Autres
- Dans tout ministère il y a un Iznogoud (T.2 page 28)
- Si je voulais être Calife (T.2 page 47)